# Lars Engqvist
Lars Fredrik Engqvist, född 13 augusti 1945 i Karlskrona amiralitetsförsamling, är en svensk politiker (socialdemokrat) och tidningsman. Han var statsråd under perioden 1998–2004, varav 3 juni–30 september 2004 som vice statsminister.
Från 2004 till 2010 var Engqvist landshövding i Jönköpings län och från 2005 till 2011 var han ordförande i Sveriges Televisions styrelse.

## Politisk karriär
Efter genomförd journalistutbildning blev Engqvist 1966–1970 redaktör för Tidningen Frihet, som var SSU:s medlemstidning. 1972–1978 var Engqvist förbundsordförande för SSU. 
Engqvists tidningsbana fortsatte 1978, när han tillträdde som chefredaktör för Östra Småland. Två år senare, 1980, blev han chefredaktör för Arbetet. Genom Arbetet fick Engqvist en politisk bas i Malmö och han avgick från tidningen för att arbeta som kommunalråd och kommunstyrelsens ordförande i Malmö kommun 1990–1992.
Engqvist återvände en kort tid till tidningen Arbetet, där han 1992–1994 var vice VD. Därefter blev han vd för Svenska Filminstitutet 1994–1998. Parallellt med sin yrkesverksamhet uppehöll Engqvist en rad förtroendeuppdrag, främst som ordförande för Statens kulturråd 1983–1993, ordförande för Folkbildningsrådet 1994–1997 och ordförande i styrelsen för Svenska institutet 1996–1998.

### Statsråd
I mars 1998 utsågs Engqvist till statsråd i Inrikesdepartementet, med ansvar för idrotts-, ungdoms-, konsument- och integrationsfrågor. Efter riksdagsvalet 1998 blev han statsråd i Finansdepartementet med titeln kommun- och bostadsminister. Han var också formellt inrikesminister, i väntan på att Inrikesdepartementet skulle upphöra. I november 1998 utsågs han i stället till socialminister efter Anders Sundströms hastiga avgång. Denna post innehade han till 12 september 2004. Under perioden 3 juni–30 september 2004 var han vice statsminister, vilket innebar att han var vikarierande statsminister under Göran Perssons konvalescens 3 juni–1 augusti 2004 i samband med dennes höftledsoperation. 
Engqvist kandiderade i riksdagsvalet 2002 och blev ordinarie riksdagsledamot, invald för Jönköpings läns valkrets. Han var ledig från tjänsten som riksdagsledamot under perioden 30 september 2002–30 september 2004 och som statsrådsersättare tjänstgjorde Helene Petersson. Petersson utsågs till ny ordinarie riksdagsledamot från och med 1 oktober 2004 när Engqvist blev landshövding.

### Senare uppdrag
Engqvist utsågs 1 juni 2004 till landshövding i Jönköpings län, med tillträde 1 oktober 2004. Han satt på posten till 31 juli 2010. Från mars 2005 till november 2011 var han ordförande i Sveriges Televisions styrelse. Han lämnade uppdraget efter att ha utsetts till huvudsekreterare i Socialdemokraternas programkommission, det vill säga ansvarig för att författa ett förslag till nytt partiprogram för partiet inför kongressen 2013. Han menade att det uppdraget inte var förenligt med att leda det politiskt oberoende SVT.
Han utsågs 1 juli 2004 till ordförande för Grundlagsutredningen. Efter maktskiftet 2006 fick han dock lämna uppdraget och ersattes av moderaten Per Unckel.

### Kommunchef
Den 4 september 2017 tillträdde Engqvist som tillförordnad kommunchef i Uppvidinge kommun. Han lämnade posten i februari 2018, men blev åter tillförordnad kommunchef i november 2018. Han lämnade posten för andra gången 1 september 2019.

## Privatliv
Lars Engqvist är gift med Gullbritt Engqvist och har barnen Anna-Maria, Fredrika och Joakim.